# 本町 (小金井市)
本町（ほんちょう）は、東京都小金井市の町名。現行行政地名は本町一丁目から本町六丁目。住居表示実施済み区域である。郵便番号は184-0004。

## 地理
小金井市の中央部に位置する。北は桜町、東は緑町、南東は中町、南は前原町、南西は貫井南町、西は貫井北町に隣接する。中央本線が東西に貫通しており、一丁目・六丁目は中央本線の南側、二丁目～五丁目が中央本線の北側にある。六丁目には小金井市役所が置かれ小金井市の行政における中心でもある。

### 河川

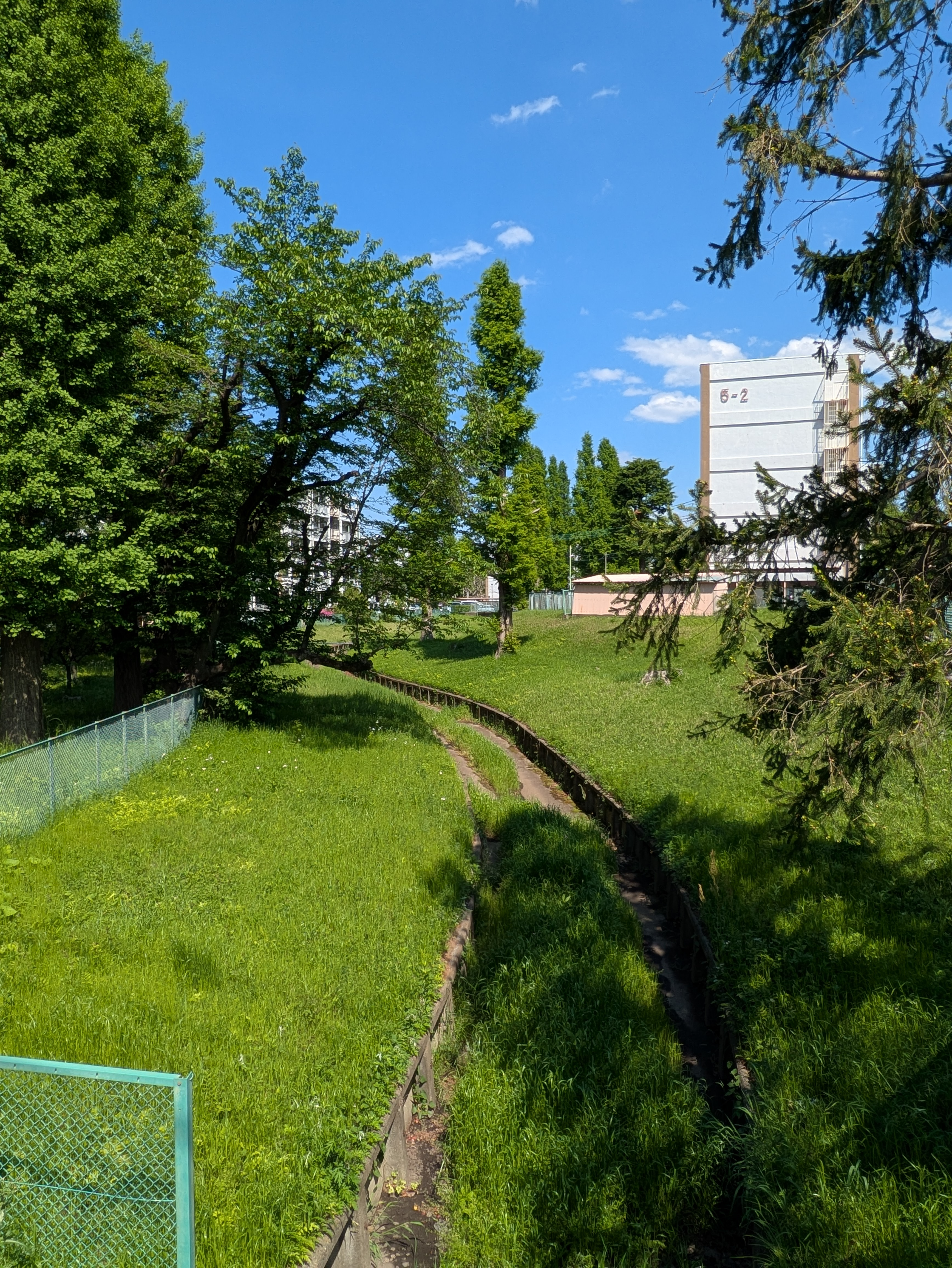
小金井市本町　仙川

- 仙川　---街区内を西から東へ仙川の流路が存在する。

### 地価
住宅地の地価は、2017年（平成29年）の公示地価によれば本町6-9-11の地点で40万4000円/m2となっている。小金井市で最も地価が高い。

## 歴史

### 治安・風紀の維持
2012年、東京都は本町五丁目を都迷惑防止条例に基づき、客引きやスカウトのみならず、それらを行うために待機する行為なども禁止する区域に指定した。

## 世帯数と人口
2018年（平成30年）1月1日現在の世帯数と人口は以下の通りである。
| 丁目       | 世帯数     | 人口     |
| ---------- | ---------- | -------- |
| 本町一丁目 | 2,135世帯  | 4,137人  |
| 本町二丁目 | 1,915世帯  | 3,229人  |
| 本町三丁目 | 1,093世帯  | 2,051人  |
| 本町四丁目 | 1,829世帯  | 3,371人  |
| 本町五丁目 | 2,880世帯  | 5,603人  |
| 本町六丁目 | 1,002世帯  | 1,860人  |
| 計         | 10,854世帯 | 20,251人 |

## 小・中学校の学区
市立小・中学校に通う場合、学区は以下の通りとなる。
| 丁目       | 番地                            | 小学校                     | 中学校                     |
| ---------- | ------------------------------- | -------------------------- | -------------------------- |
| 本町一丁目 | 全域                            | 小金井市立小金井第一小学校 | 小金井市立小金井第二中学校 |
| 本町二丁目 | 全域                            | 小金井市立小金井第二小学校 | 小金井市立小金井第一中学校 |
| 本町三丁目 | 全域                            | 小金井市立緑小学校         | 小金井市立緑中学校         |
| 本町四丁目 | 本町住宅5番1～4 6番1〜6 8番1～4 | 小金井市立本町小学校       | 小金井市立小金井第一中学校 |
| 本町四丁目 | その他                          | 小金井市立小金井第二小学校 | 小金井市立小金井第一中学校 |
| 本町五丁目 | 全域                            | 小金井市立本町小学校       | 小金井市立小金井第一中学校 |
| 本町六丁目 | 6～9番                          | 小金井市立小金井第四小学校 | 小金井市立小金井第二中学校 |
| 本町六丁目 | その他                          | 小金井市立小金井第一小学校 | 小金井市立小金井第二中学校 |

## 交通

### 鉄道
| 街区内の駅                     |
| ------------------------------ |
| JR中央線 - 武蔵小金井駅(JC 15) |

### 道路
- 東京都道15号府中清瀬線（小金井街道）
- 東京都道134号恋ヶ窪新田三鷹線（連雀通り）
- 東京都道135号武蔵小金井停車場線
- 東京都道136号武蔵小金井停車場貫井線

## 施設
- 小金井市立小金井第一小学校
- 本町住宅
- 小金井郵便局
- 小金井市立本町小学校
- MEGAドン・キホーテ武蔵小金井駅前店
- 京王電鉄バス小金井営業所
  - 京王バス府中営業所小金井支所
- プラウドタワー武蔵小金井
- イトーヨーカドー武蔵小金井店
- SOCOLA武蔵小金井クロス
- RAKU SPA 武蔵小金井（2025年12月開業予定。）
- 小金井市役所
- 東京都立多摩科学技術高等学校
- 東京都立小金井工科高等学校
- シャトー小金井